# Romería (film)
Romería è un film del 2025 scritto e diretto da Carla Simón. Ha concorso al 78º Festival di Cannes.

## Trama
L'adolescente Marina si reca in visita dai parenti a Vigo in cerca di informazioni sul padre, morto di AIDS quando era piccola.

## Distribuzione
Il film è stato presentato in anteprima il 21 maggio 2025 al 78º Festival di Cannes. Sarà distribuito nelle sale cinematografiche spagnole a partire dal 5 settembre 2025.

## Riconoscimenti
- 2025 – Festival di Cannes
  - In concorso per la Palma d'oro